# Rechtstädtisches Rathaus

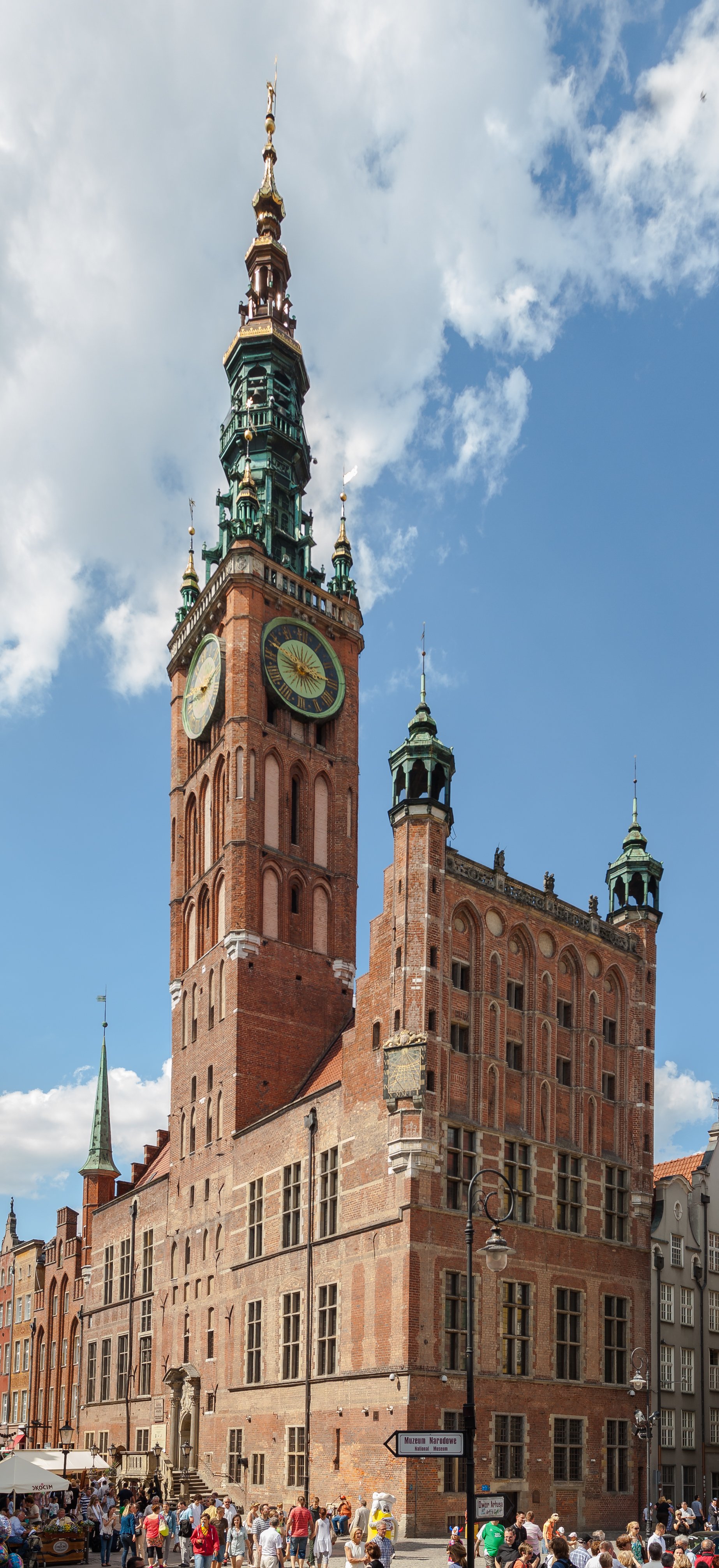
Ansicht des Rechtstädtischen Rathauses, 2013

Das Rechtstädtische Rathaus (polnisch Ratusz Głównego Miasta) steht in Danzig im Stadtteil Rechtstadt. Dieser ist das eigentliche Stadtzentrum und älter als die Danziger Altstadt mit dem Altstädtischen Rathaus. Am Ende der Langgasse gelegen, hat das Rechtstädtische Rathaus gleichfalls einen beherrschenden Standort am Langen Markt.

## Geschichte

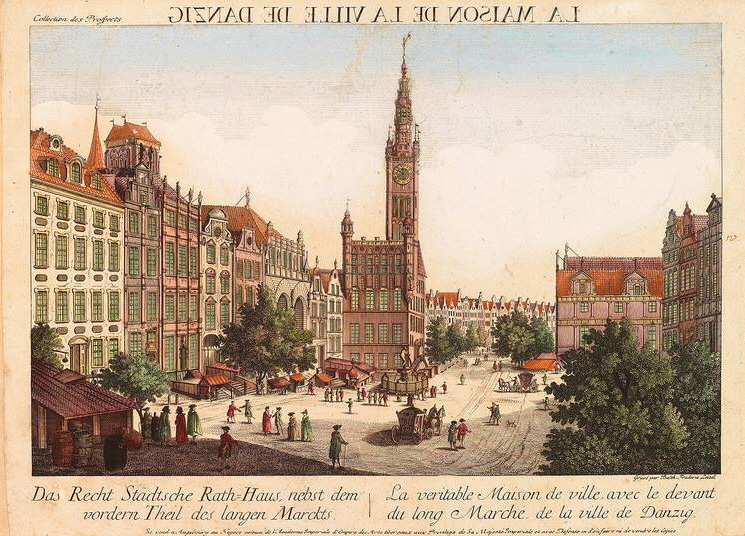
Das Rathaus auf einer Lithographie aus der 2. Hälfte des 18. Jahrhunderts

Um die Wende des 13. zum 14. Jahrhundert entstand bereits ein Vorläuferbau als Hansekontor, der 1327 auf dem heutigen Grundriss neu erbaut wurde. Der Rathausturm wurde von 1486 bis 1488 von Heinrich Hetzel errichtet. Nach einem Brand 1556 wurde das ursprünglich gotische Rathaus im Stil des Manierismus umgebaut und der Rathausturm erhielt einen neuen Turmhelm, der 1561 mit einer vergoldeten Statue des Königs Sigismund II. August als Wetterfahne geschmückt wurde. Der filigrane Turm beherbergt außerdem ein Uhrwerk mit 14-stimmigem Carillon, das von 1559 bis 1562 von Johann Moor aus ’s-Hertogenbosch geschaffen wurde. Vom 81 Meter hohen Turm bietet sich ein weiter Blick auf die Stadt.
Nach schwersten Zerstörungen am Ende des Zweiten Weltkriegs wurde das Rathaus bis 1970 wieder errichtet. Es beherbergt heute das Stadtmuseum (Muzeum Gdańska).

## Ausstattung

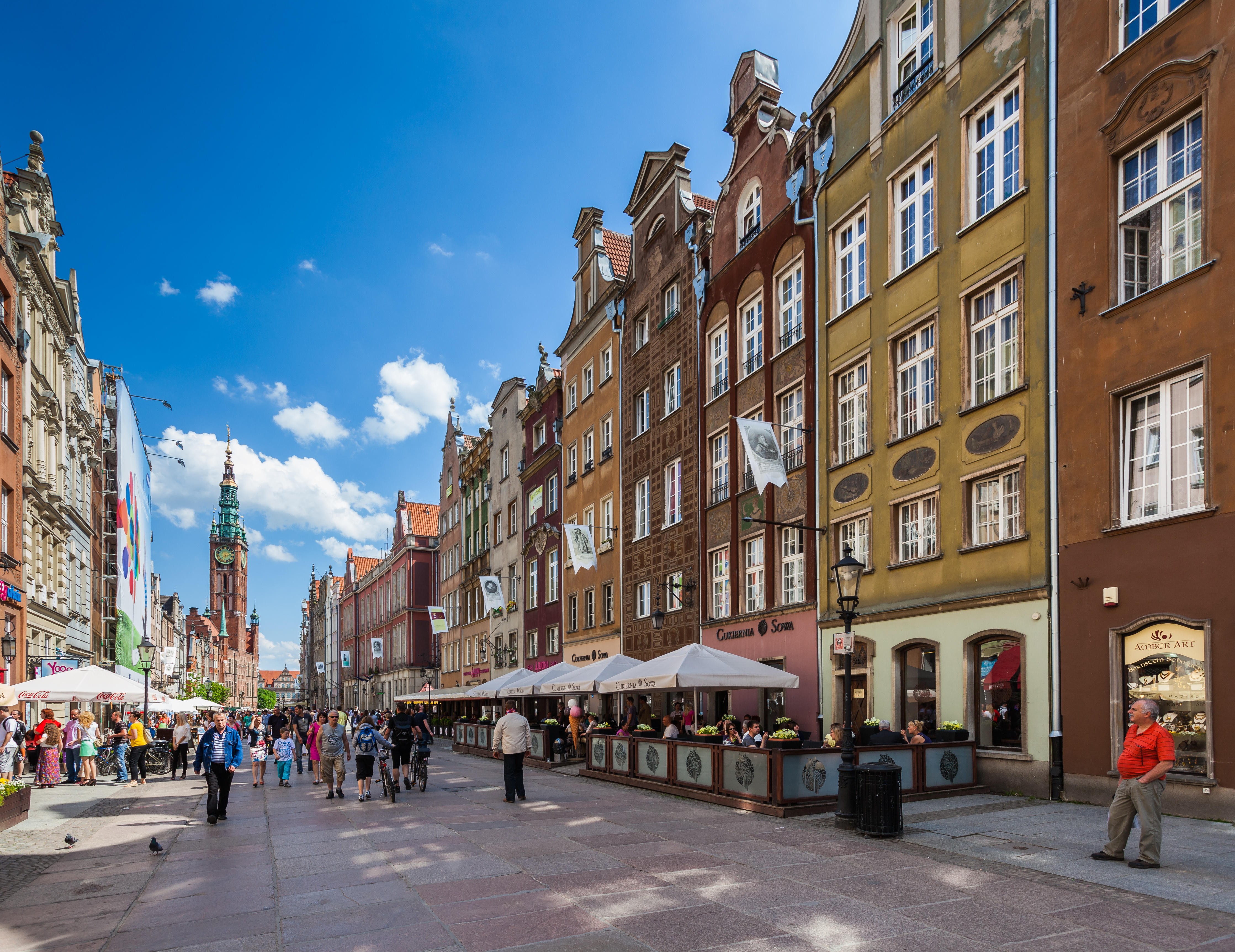
Die Lage des Rathauses am Ende der Langgasse

Die heutige Innenausstattung wurde um die Wende vom 16. zum 17. Jahrhundert geschaffen und galt schon zu ihrer Entstehungszeit als eine der schönsten ihrer Art. Viele berühmte Künstler, Baumeister und Schmiede waren derzeit an den prachtvollen Bauten in Danzig beteiligt, so z. B. Wolff Sporer, Valentin Trost, Ambrosius Kleppisch, Lonhardt Diele, Adam Reißig, Leonhardt Schulz, Andreas Stange, Jacob Apotheker, Baumeister Hans Strakowski und sein Sohn Georg, Meister Simon Sperling usw. Interessant ist der Rote Saal von 1593 bis 1608 mit einer Decke von 25 Gemälden von Izaak van den Blocke, eingefasst in Schnitzereien von Abraham Hochreuter. Wenn man den Saal betritt, fällt einem die große Fülle an Kunstwerken in dem verhältnismäßig kleinem Raum auf. Das Gemälde in der Mitte wird Allegorie des Danziger Handels oder Apotheose des Bündnisses Danzigs mit Polen genannt. Ältestes Element des purpurnen Saales stellt der Kamin mit dem Wappen Danzigs dar. Wie andere Kunstwerke des Rathausinneren wurde die Ausstattung des Roten Saals größtenteils vor dem Krieg ausgelagert und konnte beim Wiederaufbau wieder eingesetzt werden.

## Galerie

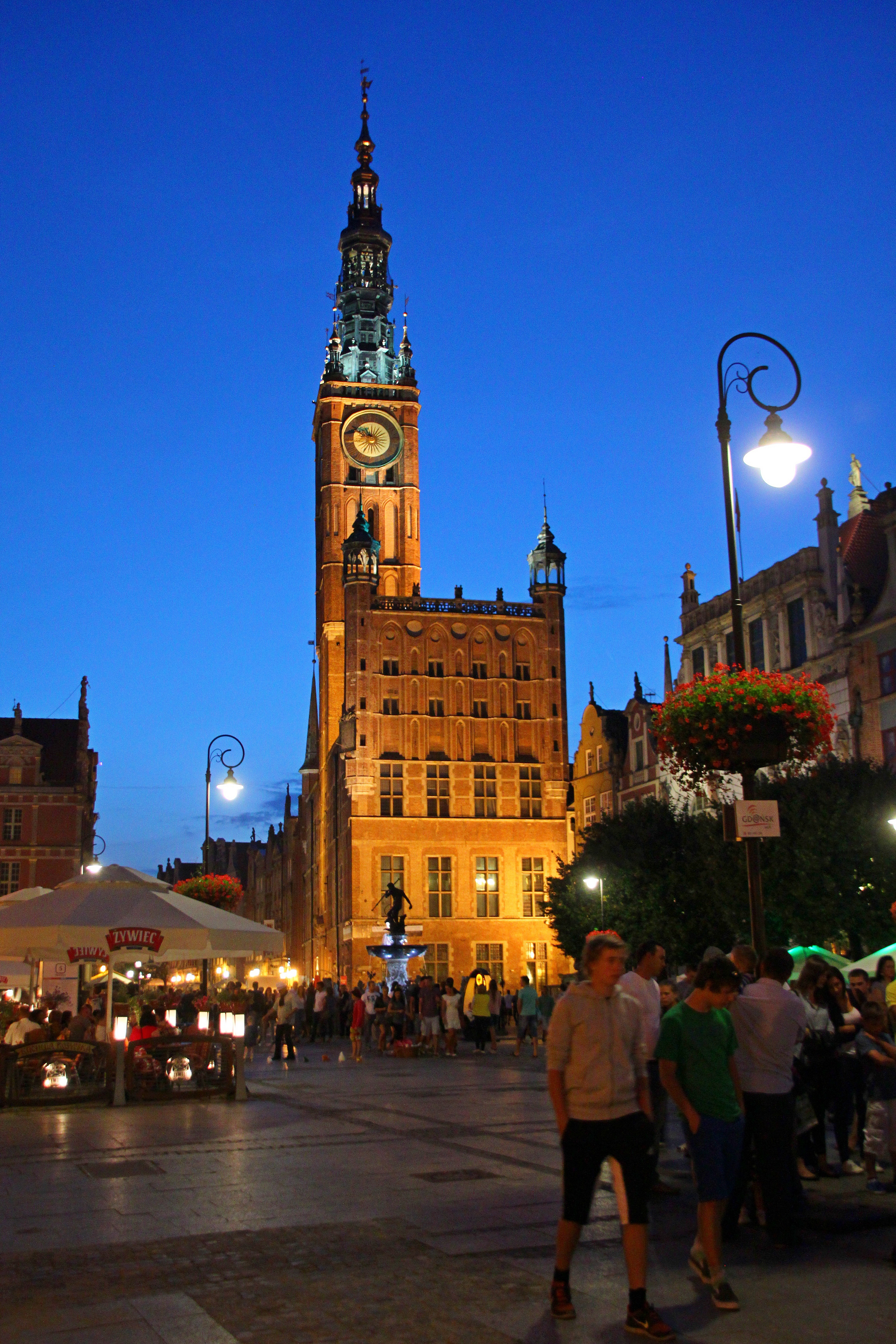
Nachtansicht
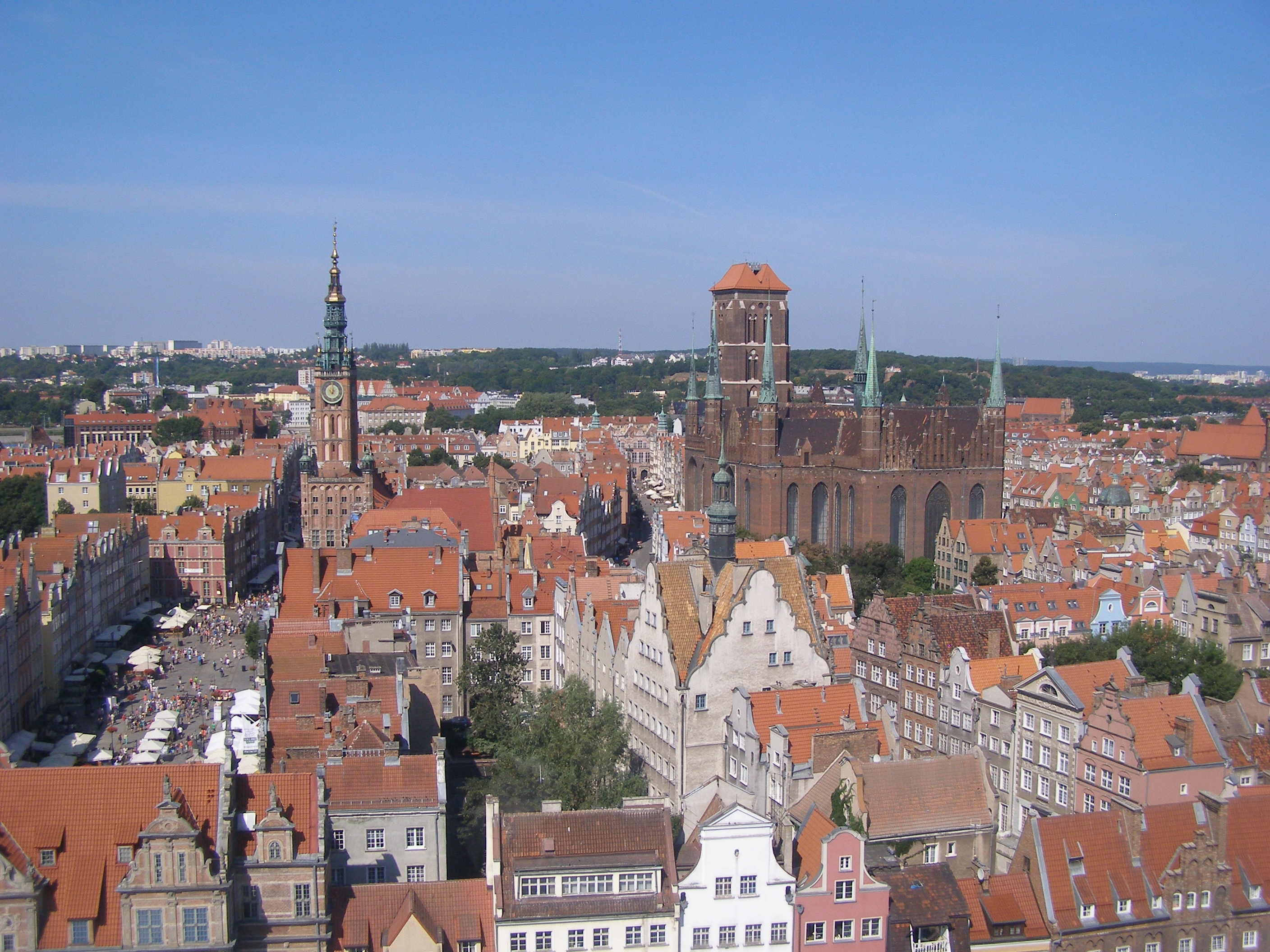
Lage des Rathauses in der Danziger Altstadt, rechts die Marienkirche
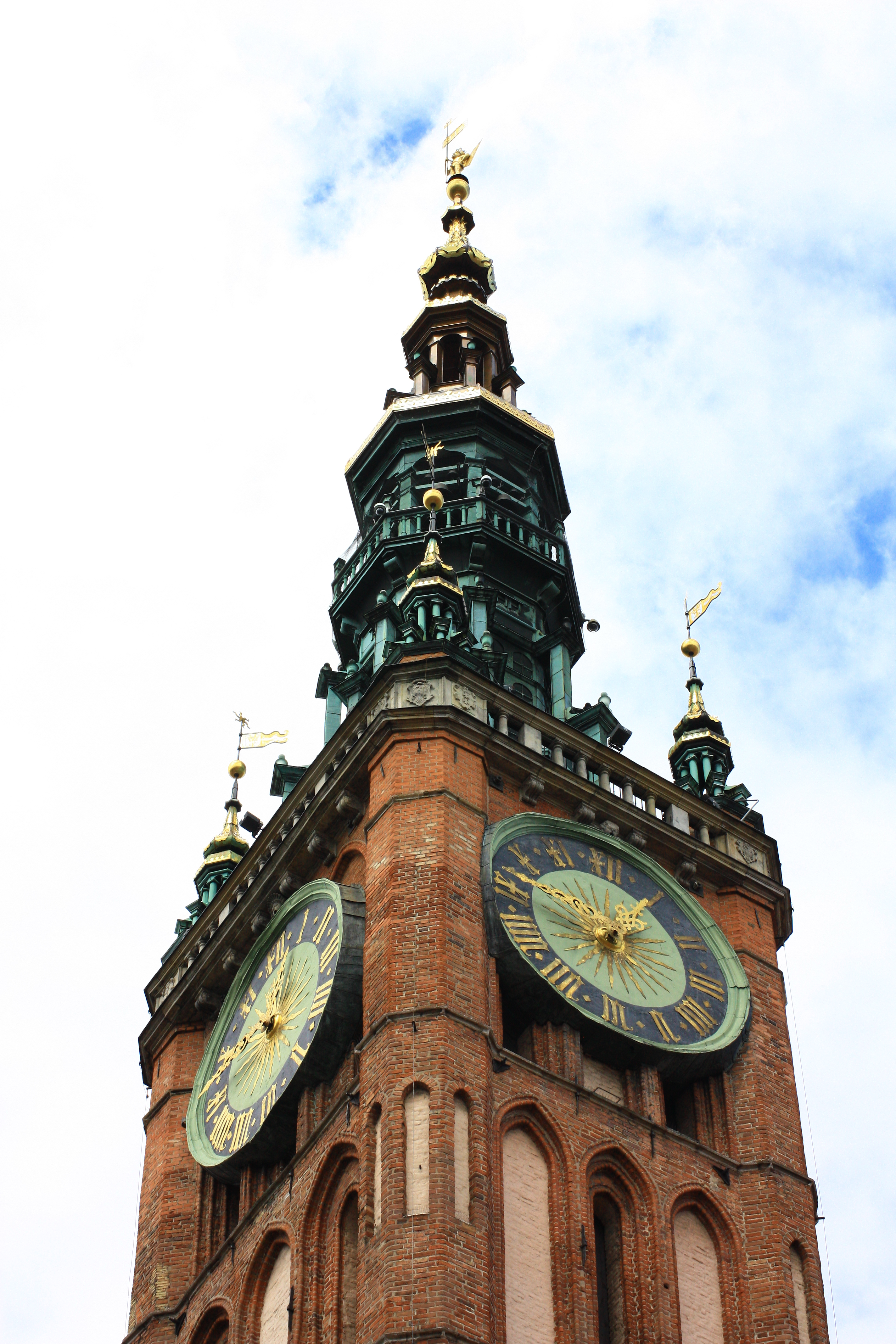
Turmdetail
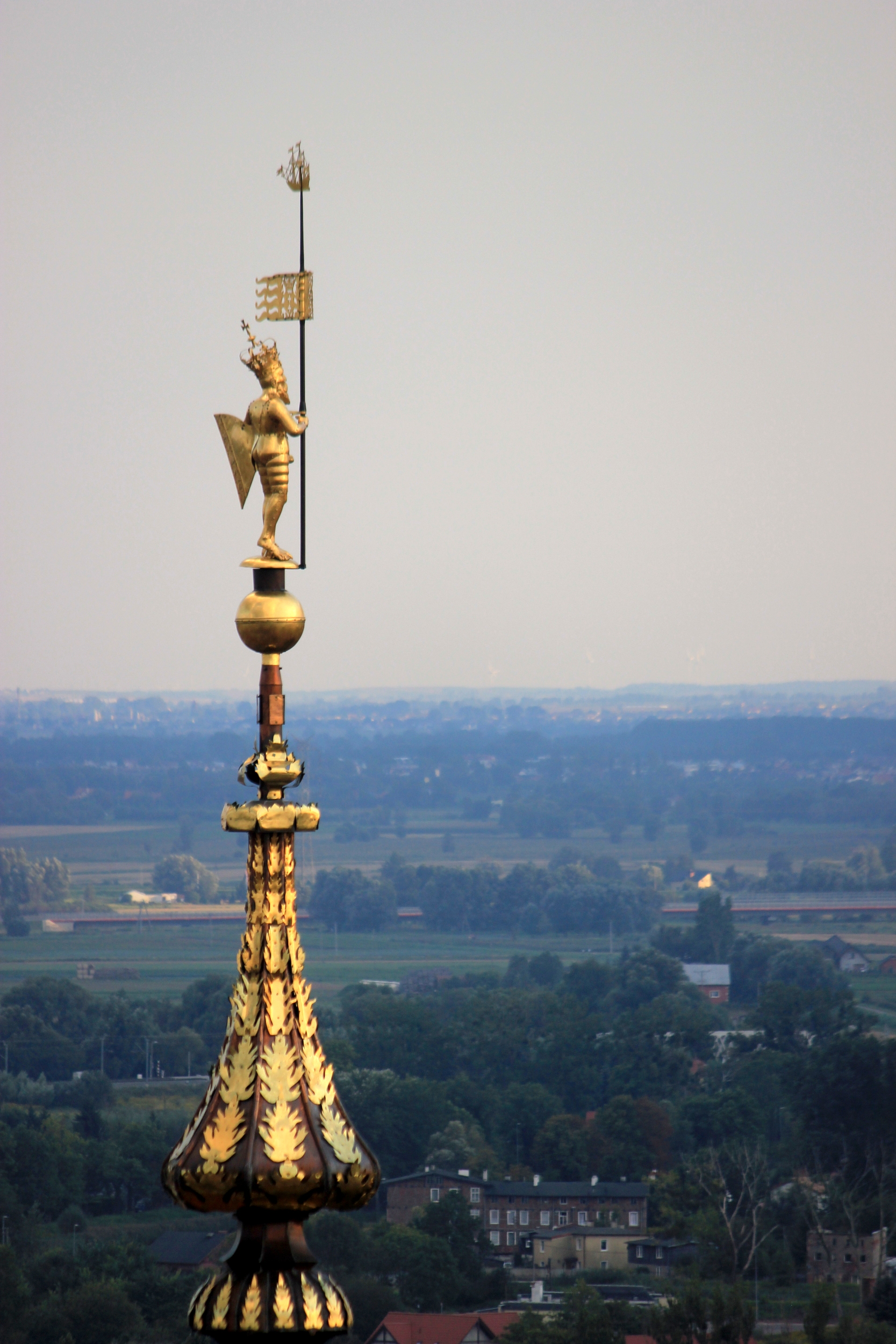
Wetterfahne
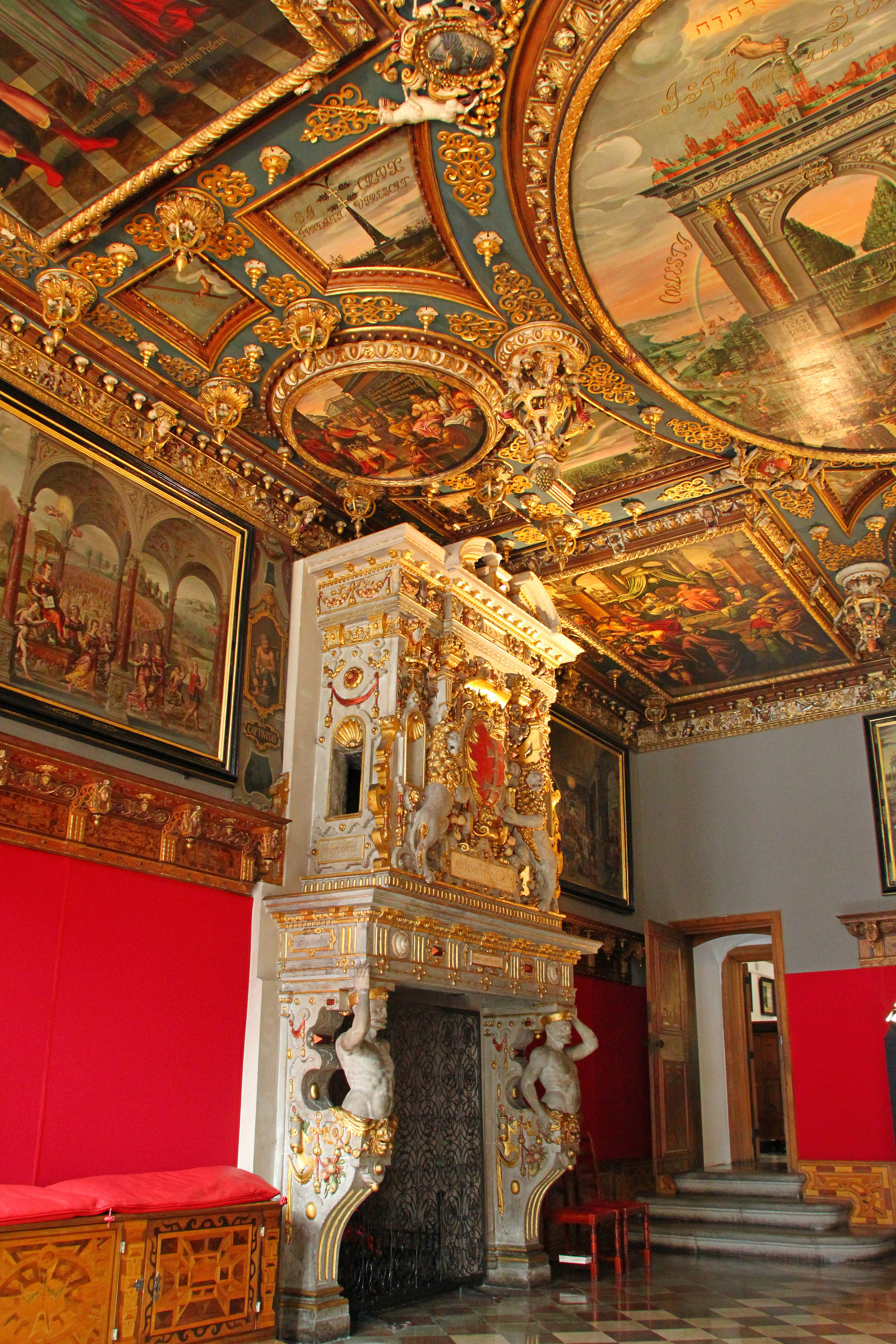
Roter Saal